# عمریان

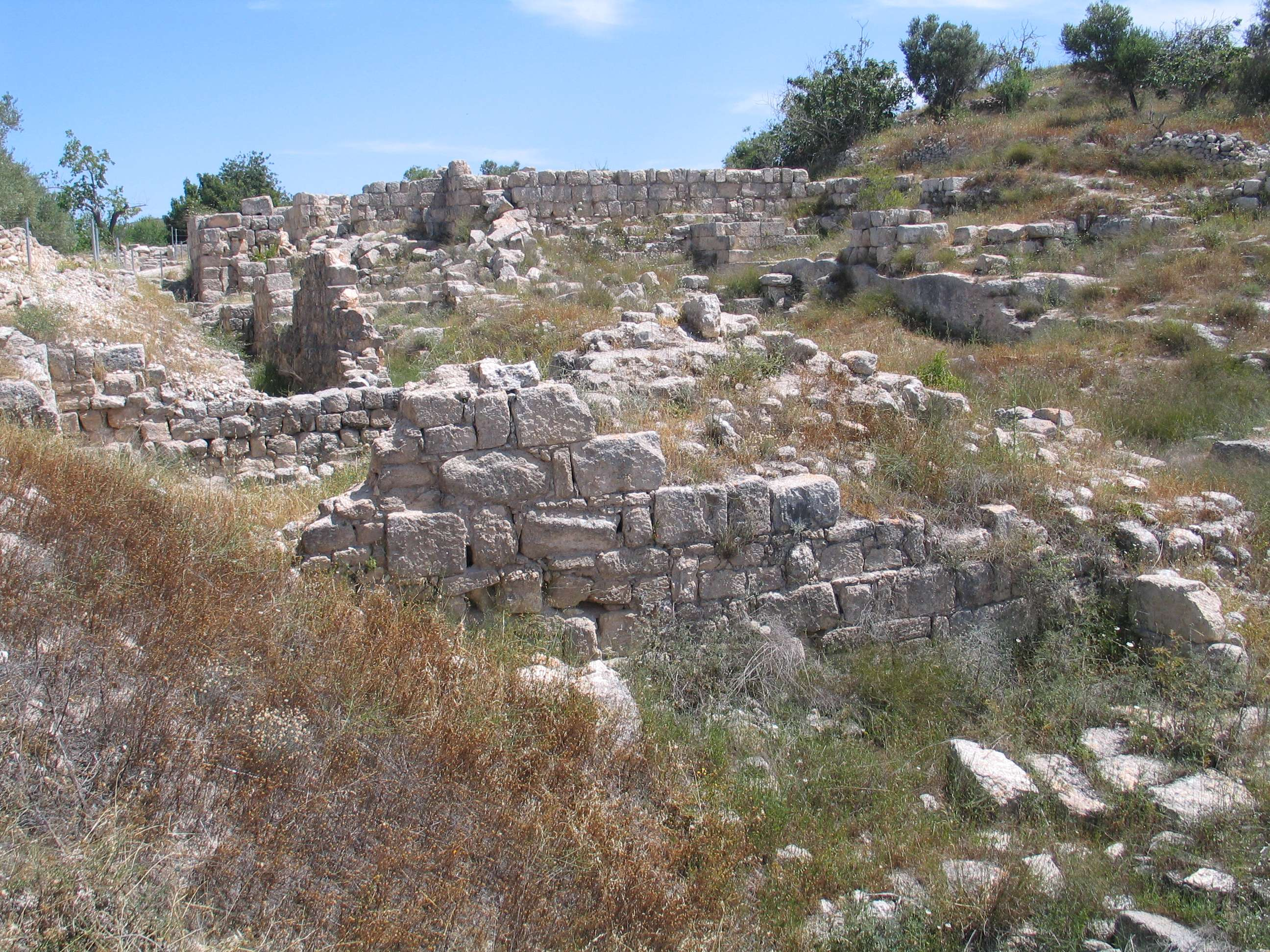
پارک ملی شومرون (سباستیا).

عمریان یا عمری ها یا خاندان عمری، به عمری و نوادگان وی اشاره می‌کند که بر پایه کتاب مقدس و شماری از یافته‌های باستان‌شناسی کتاب مقدس سلسله ای پادشاهی در اسرائیل بر پا کرده بودند.